# Шомпенська мова
Шомпенська мова — мова або декілька мов, поширених у глибинних районах острова Великий Нікобар, що входить до складу індійської союзної території Андаманські і Нікобарські острови.
Даних про цю мову є дуже мало, почасти у зв'язку з політикою уряду Індії із захисту аборигенів Нікобарських островів від зовнішнього втручання. Більшість зібраних даних датується кінцем XIX століття, і лише короткі та уривчасті додаткові відомості було зібрано в кінці XX — на початку XXI ст.

## Носії
Народність або група народностей шомпен — мисливці та збирачі, що живуть у гористій внутрішній частині острова Великий Нікобар. Проект Ethnologue оцінює чисельність носіїв шомпенської мови у 400 осіб (2004), більшість із яких одномовні. За даними перепису населення Індії 2011 року, чисельність шомпенів становила 229 осіб.

## Класифікація
Традиційно шомпенські мови відносили до складу нікобарської групи австроазійської сім'ї, однак в основі цієї гіпотези лежало лише територіальне сусідство з нікобарськими мовами.
Вже давно було помічено, що шомпенська мова сильно відрізняється від решти нікобарських мов. Роджер Бленч (2007), проаналізувавши наявні лексичні дані про шомпенську мову, прийшов до висновку, що вона виявляє лише мінімальні зв'язки з нікобарськими мовами. Єдині слова, чиє австроазійське походження не підлягає сумніву — числівники та деякі назви частин тіла, які могли бути запозичені, наприклад, koi «голова», поряд з місцевим fiau. Бленч висунув гіпотезу, що шомпенська мова має бути зарахована до числа мовних ізолятів.
Жерар Дифлот (англ. Gérard Diffloth), провідний спеціаліст в галузі австроазійських мов, на 3-й Міжнародній Конференції з австроазійської лінгвістики (англ. International Conference of Austroasiatic Linguistics, ICAAL), що відбулася в Пуні 27 листопада 2007 року, спростував теорію Бленча. За його даними, близько половини відомої шомпенської лексики має нікобарську етимологію, трохи менше слів не можуть бути ідентифіковані з якоюсь певною мовною сім'єю, частина слів має мон-кхмерську етимологію, але не пов'язана з нікобарськими мовами. Георг ван Дрім (нід. George van Driem) припускає, що шомпенська не належить до нікобарських мов, але, як і вони, разом із монськими та аслійськими мовами, входить до складу ніко-монської гілки австроазійських мов (інша назва: південні мон-кхмерські мови). Роджер Бленч підтримує цю гіпотезу, відмовившись від своєї попередньої думки, й пропонує вважати шомпенську мову окремою гілкою австроазійської мовної сім'ї.

## Варіанти
Ступінь спорідненості між собою різних діалектів, які називають «шомпенськими», є неясною. Списки слів, зібрані різними дослідниками, іноді абсолютно не схожі між собою. Наприклад, слово, що позначає «спина», за різними списками, звучить як gikau, tamnōi  і hokōa; «купатися» —pu(g) oihoɔp і hōhōm.

## Фонологія
Невідомо, чи відноситься описана нижче фонетична система до всіх шомпенських мов.
Є сім голосних, /i e ɛ a ɔ o u/, причому всі вони можуть бути назалізованими. У шомпенських мовах є така категорія, як довгота голосних, ймовірно, для всіх голосних, проте неясно, чи можуть бути довгими носові голосні.
Система приголосних — приблизно наступна:
|              | Губні | Губні | Ясенні | Ясенні | Середньопіднебінні* | Середньопіднебінні* | Задньоязикові | Задньоязикові | Гортанні | Гортанні |
| ------------ | ----- | ----- | ------ | ------ | ------------------- | ------------------- | ------------- | ------------- | -------- | -------- |
| Носові       | [m]   | [m]   | [n]    | [n]    | [ɲ]                 | [ɲ]                 | [ŋ]           | [ŋ]           |          |          |
| Проривні     | [p]   | [b]   | [t]    | [d]    | [tʃ]?               | [dʒ] ?              | [k]           | [ɡ]           | [ʔ]      | [ʔ]      |
| Проривні     | [pʰ]  | [bʱ]  | [tʰ]   |        |                     |                     | [kʰ]          | [ɡʱ]          |          |          |
| Фрикативні   | [ ɸ]  |       |        |        |                     |                     | [x]           | [ɣ]           | [h]      |          |
| Апроксиманти | [w]   | [w]   | [l]    | [l]    | [j]                 | [j]                 |               |               |          |          |

* Середньопіднебінні змичні записуються як <c> і <j>. Неясно, як вони реалізуються фонетично.